# Irish Magno
Irish Magno est une boxeuse amateur philippine née le 27 juillet 1991 et représentant les Philippines dans des compétitions amateurs internationales, y compris les Jeux asiatiques et les championnats du monde. Elle s'est également qualifiée pour les Jeux olympiques d'été de 2020, devenant la première boxeuse philippine à se qualifier pour les Jeux.

## Éducation
Magno poursuit des études en criminologie à l'Université de Baguio.

## Carrière
À 16 ans, Magno fut repérée par un entraîneur dans se ville natale de Janiuay, Iloilo. Son entraîneur l'a encouragée à essayer la boxe en raison de sa taille. Elle a participé au championnat national de boxe amateur pour les jeunes femmes à Iloilo et fut éliminée au premier tour, son adversaire étant la médaillée d'or aux Jeux de l'Asie du Sud-Est, Annie Albania.
Irish Magno a rejoint l'équipe nationale de boxe des Philippines et a déménagé à Manille, la boxe pouvant soutenir financièrement ses études; sa mère étant femme au foyer et son père menuisier. Magno a également une sœur aînée qui voulait poursuivre des études.
Sa première médaille d'or dans une compétition internationale a été remportée à l'Open de Taipei 2012 à Taïwan. Elle a également participé régulièrement aux Jeux d'Asie du Sud-Est, représentant les Philippines aux éditions 2013, 2015 et 2019. Sa meilleure performance est une médaille d'argent dans la division poids mouches à l'occasion de l'édition 2019. Elle a perdu en finale contre la Vietnamienne Nguyễn Thị Tâm.
Aux Jeux asiatiques de 2018 à Jakarta, Palembang, elle a concouru dans la division des poids coqs.
Elle s'est qualifiée pour les Jeux olympiques d'été de Tokyo en mars 2020 via les éliminatoires Asie / Océanie organisés en Jordanie. Magno est devenue la toute première boxeuse représentant les Philippines à se qualifier pour les Jeux olympiques.

### Vie privée
Irish Magno est ouvertement lesbienne.